# Jesús García Orcoyen
Jesús García Orcoyen (Esténoz, 1903 - Madrid, 1988) fue un médico  español,  catedrático de ginecología y director general de Sanidad entre 1957 y 1973 entre otros puestos de responsabilidad.
Durante su mandato desarrolló la Ley de Hospitales,  creó los Centros Nacionales de Virología, Farmacología y Nutrición de Majadahonda y promovió la Ley de Especialidades Médicas que vería la luz después de dejar el cargo.
Además puso en marcha importantes programas de medicina preventiva en relación con la tuberculosis, tétanos, difteria, poliomielitis y otras enfermedades infecciosas, así como el código alimentario.
Su influencia  fue determinante en la creación del Hospital General Comarcal de Estella que lleva su nombre,  inaugurado en 1977.

## Biografía
Su padre era médico otorrinolaringólogo con práctica en Madrid y su hermana mayor, Juana García Orcoyen, le precedió en los estudios de medicina lo que le influyó decisivamente  a estudiar  la carrera de medicina  en la Facultad de Medicina de la Universidad de Madrid.
En 1931, alcanzó el grado de doctor con la calificación de Premio Extraordinario . Ese mismo año fue nombrado profesor auxiliar de la cátedra de Obstetricia y Ginecología. En 1936 ganó la plaza de profesor auxiliar de la Escuela Oficial de Matronas de Santa Cristina y en 1943 obtuvo por oposición la cátedra de Obstetricia y Ginecología de la Facultad de Medicina de Madrid.
Su aportación científica destaca por dos temas principales:  los problemas derivados del aborto y los relativos al cáncer genital.
Entre 1948 y 1952 fue presidente de la Sociedad Ginecológica Española y en 1955 fue decano de la Facultad de Medicina de Madrid.
Entre 1957 y 1973 ocupó el puesto de director general de Sanidad. Durante su mandato, desarrolló la Ley de Hospitales, sobre la base de una política hospitalaria en la cual quedaba sustituido el concepto beneficencia por el de asistencia.
Así mismo acometió el catálogo de hospitales que no existía hasta ese momento.
Creó los Centros Nacionales de Virología, Farmacología y Nutrición de Majadahonda y promovió la Ley de Especialidades Médicas que vería la luz después de dejar el cargo.
Puso en marcha importantes programas de medicina preventiva en relación con la tuberculosis, tétanos, difteria, poliomielitis y otras enfermedades infecciosas, así como el código alimentario.
Fue miembro del Comité Ejecutivo de la Organización Mundial de la Salud y presidente del Patronato Ramón y Cajal.

## Distinciones
El reconocimiento más importante que obtuvo Jesús García Orcoyen en su trayectoria profesional  fue el de sus pacientes y conciudadanos por su labor sanitaria.
Algunos premios destacados fueron:
- Miembro honorario de la Sociedad Española de Citología y miembro de honor de la Academia Quirúrgica de Guipúzcoa,
- Miembro de honor de las Sociedades de Obstetricia y Ginecología de Buenos Aires, Perú, Uruguay, Venezuela, Cuba, República Dominicana y Rosario de Santa Fe.
- Gran Cruz de la Orden Civil de Sanidad, Orden civil de Alfonso X el Sabio, Orden del Mérito Civil y la del Mérito Aeronáutico.
- Oficial de la Legión de Honor y comendador de la Orden de Sanidad de Francia.
- En 1974 ingresó como académico de número en la Real Academia Nacional de Medicina
- En 1977 se inauguró el hospital comarcal de Estella que lleva su nombre.